# Racquetball

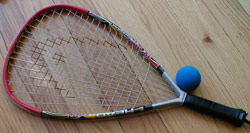
Raquette et balle de racquetball

Le racquetball a été créé aux États-Unis en 1949 par un joueur de tennis et de squash nommé Joe Sobek. Il adapta les règles du squash à un terrain de handball gaélique avec une raquette de tennis au manche raccourci et une balle plus grosse que celle du squash et plus véloce que celle du tennis.

## Terrain

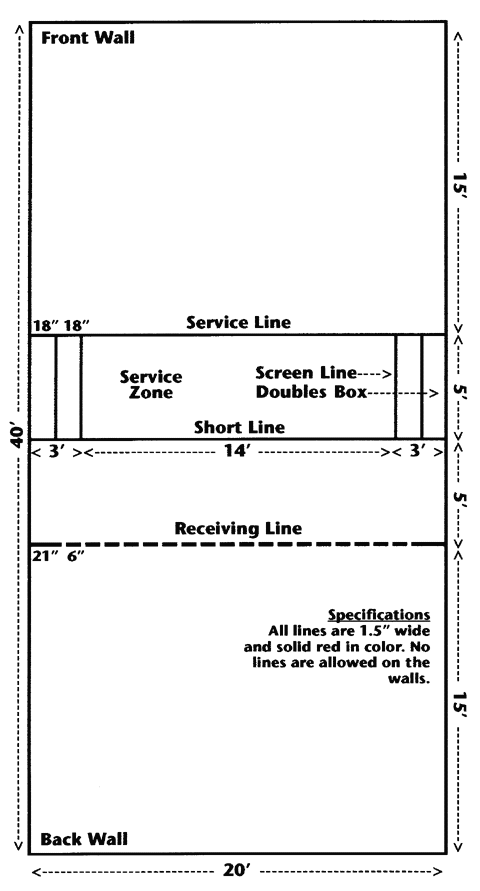
Dimension d'un terrain de racquetball

Pratiqué sur un terrain fermé (12,20 m de profondeur, 6,10 m de largeur et 6,10 m sous plafond), on peut utiliser toutes les surfaces pour faire rebondir la balle vers le mur frontal. La balle officielle fait 5,71 cm de diamètre et pèse environ 39,7 g
Contrairement au squash, il n'y a pas de filet imaginaire sur le mur frontal. La balle peut le frapper aussi bas que l'on veut, à condition bien sûr de ne frapper le sol qu'après le rebond sur le mur, et pas avant. En contrepartie, comparativement au squash, la balle rebondit beaucoup plus.

## Historique
Le racquetball se développa énormément dans les années 1980 aux États-Unis, pour ensuite s'étendre sur toute l'Amérique du Nord, puis l'Amérique du Sud mais aussi le Japon et la Corée.
Aujourd'hui, bien que toujours confidentiel en France et en cours d'expansion en Europe, le racquetball compte plus de 10 millions de pratiquants dans le monde, dont une importante partie est composée de femmes.
Aux États-Unis, il se pratique dans de très nombreuses compétitions, dont une réservée aux compétiteurs de plus de 75 ans. Ceci démontre sa grande accessibilité, d'autant que dès l'âge de 3 ans un enfant peut commencer à s'y exprimer.

## Règles
L'objectif du racquetball est de gagner des points en empêchant son adversaire de renvoyer la balle sur le mur principal avant son second rebond ou lorsqu'un empêchement est prononcé. Cependant les joueurs ne gagnent de points que lorsqu'ils détiennent le service. Ainsi un joueur qui remportera un échange sans avoir servi cet échange ne gagnera pas de points mais aura le droit de service à l'échange suivant. En simple, un service perdu s'appelle un "out".
La balle doit impérativement être renvoyée sur le mur frontal sans préalablement toucher le sol. 
La balle peut être renvoyée sur l'ensemble du mur principal, il n'existe pas de filet imaginaire comme au squash.
Pour remporter le match il faut totaliser deux sets gagnants.
Les deux premiers sets se jouent en 15 points. Si chacun des joueurs en a remporté un, le dernier set sera un "tie break" en 11 points.
Le service doit débuter dans la zone la plus proche du mur appelée "zone de service".
La réception doit se faire dans la zone délimitée la plus éloignée du mur appelée "zone de réception"
Si la balle rebondit dans la zone intermédiaire (la zone de sécurité), le service est nul.

## Compétitions
- Notamment aux Jeux mondiaux de 2009, de 2013 et de 2022.